# 西武新宿站

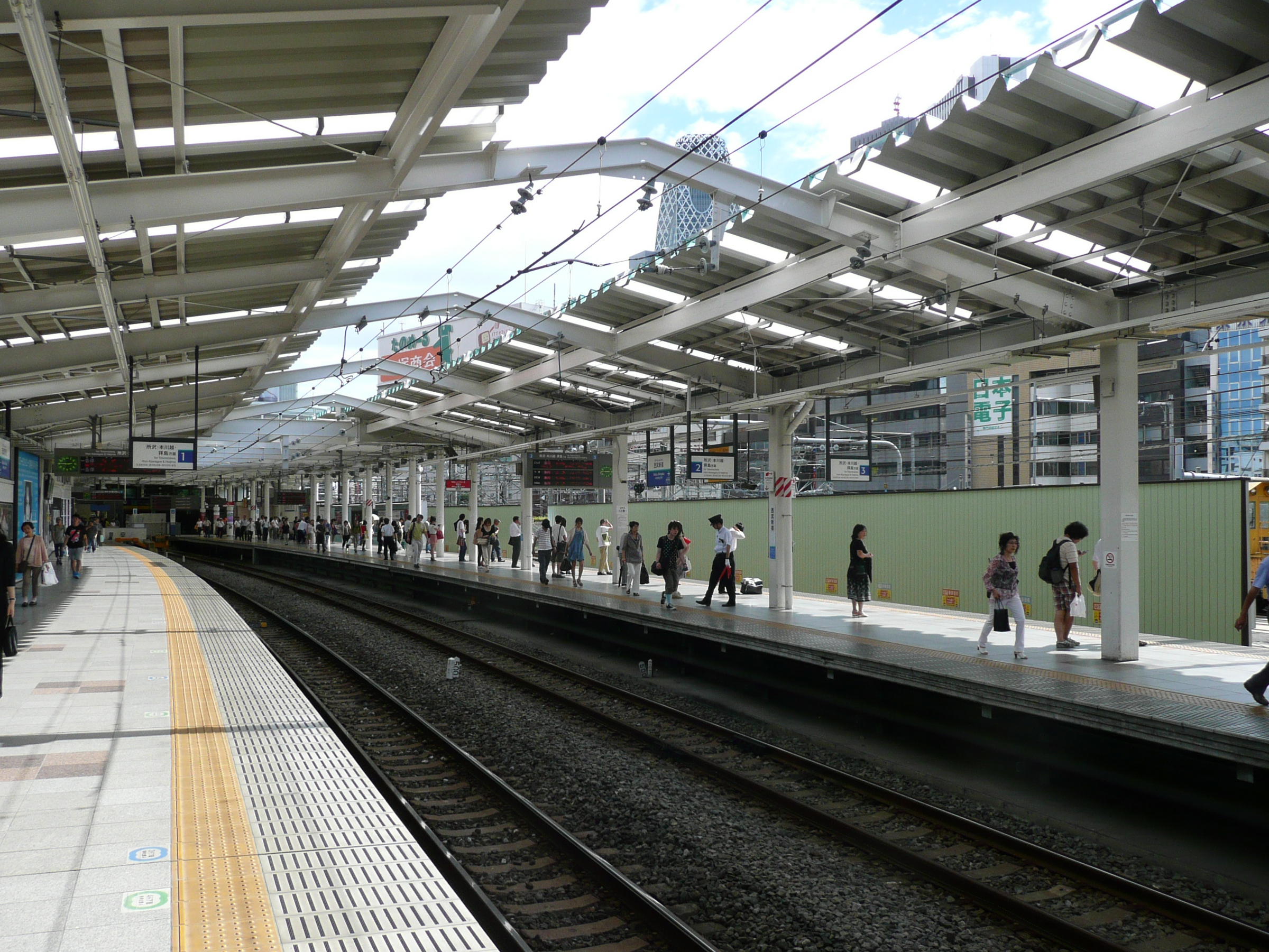
1977年完成的新宿站月台。

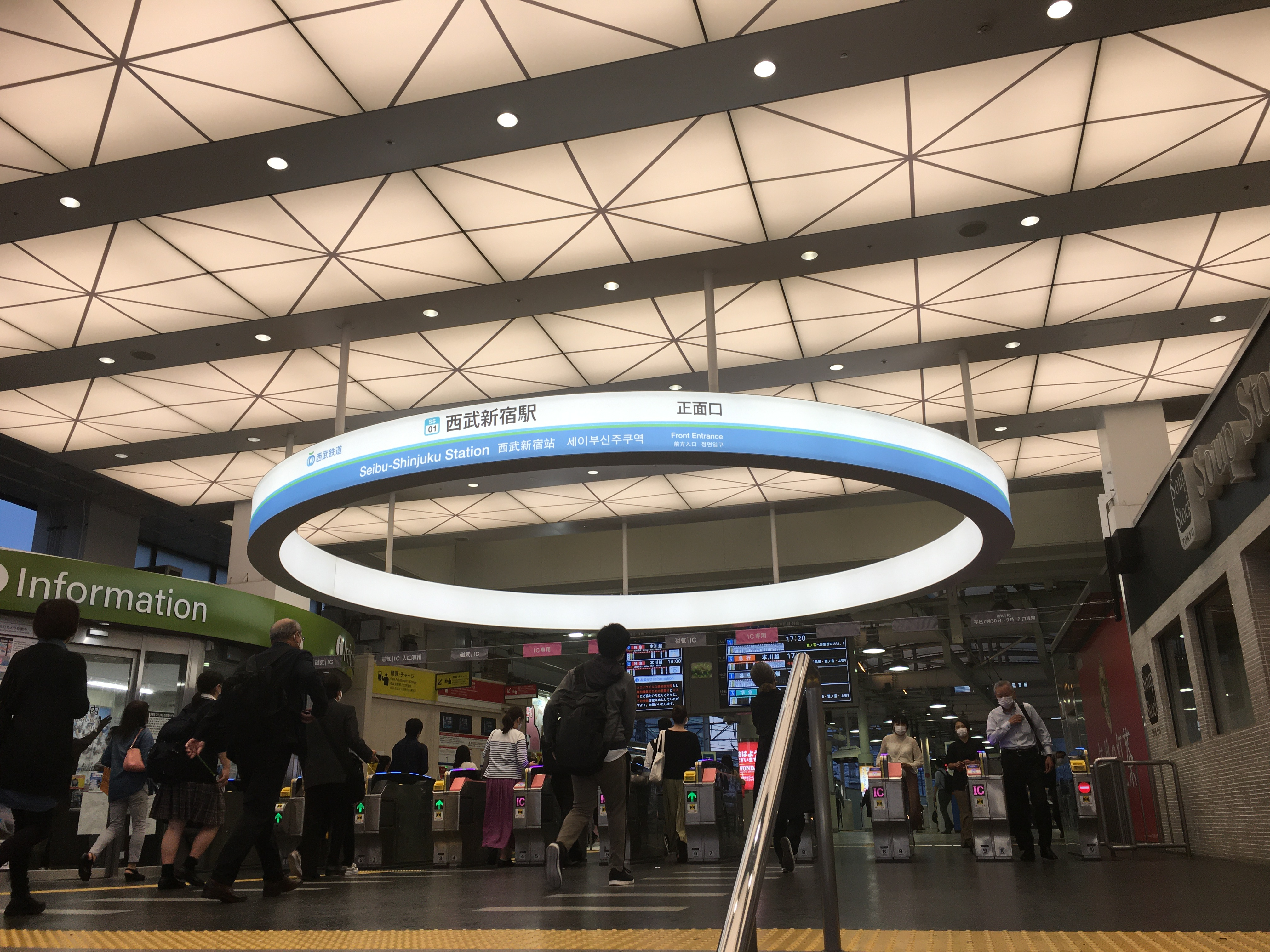
剪票口

西武新宿站（日语：／ Seibu-shinjuku eki */?）是位於日本東京都新宿區歌舞伎町一丁目，屬於西武鐵道新宿線的鐵路車站。此站是該線的起點，車站編號是SS01。

## 車站構造
現在的西武新宿站大樓於1977年3月3日建成，現在連接著PePe西武新宿(1～8層)、新宿太子酒店(PRINCE HOTEL / プリンスホテル)。北口到南口間的人行道旁，西武集團的設施林立。
地下連接的「新宿地下街」，在車站大樓完成以前的1973年已經存在。
於2005年實施對殘疾人士無障礙化工程，為輪椅使用者設計了傾斜坡道，同年11月從南口正面使用PePe內的電梯能直通站內2層。車站檢票口等全設置了輪椅使用的斜坡道。
頭端式月台2面3線的高架車站。1號月台為側式月台、2、3號月台為島式月台，月台長度為10輛。

### 月台配置
| 月台 | 主要類別        | 備註                                       |
| ---- | --------------- | ------------------------------------------ |
| 1    | ■各站停車       | 早上、中午通勤時間帶外、深夜使用2、3號月台 |
| 2    | ■特急「小江戶」 | 特急固定使用此月台                         |
| 3    | ■急行、■準急    | 早上、中午通勤時間使用1、2號月台           |

## 使用情況
2016年度1日平均上下車人次為177,111人。西武鐵道全部92個車站當中僅次於池袋站、高田馬場站排行第3位。
各年度1日平均上下車人次以及上車人次如下表。
| 年度               | 1日平均 上下車人次 | 1日平均 上車人次 | 來源     |
| ------------------ | ------------------ | ---------------- | -------- |
| 1990年（平成02年） |                    | 120,871          | [ * 1 ]  |
| 1991年（平成03年） |                    | 122,650          | [ * 2 ]  |
| 1992年（平成04年） |                    | 118,452          | [ * 3 ]  |
| 1993年（平成05年） |                    | 115,808          | [ * 4 ]  |
| 1994年（平成06年） |                    | 113,000          | [ * 5 ]  |
| 1995年（平成07年） |                    | 111,189          | [ * 6 ]  |
| 1996年（平成08年） |                    | 111,964          | [ * 7 ]  |
| 1997年（平成09年） | 211,741            | 111,175          | [ * 8 ]  |
| 1998年（平成10年） | 205,757            | 108,452          | [ * 9 ]  |
| 1999年（平成11年） | 202,606            | 106,691          | [ * 10 ] |
| 2000年（平成12年） | 201,444            | 105,907          | [ * 11 ] |
| 2001年（平成13年） | 203,988            | 106,992          | [ * 12 ] |
| 2002年（平成14年） | 201,110            | 104,941          | [ * 13 ] |
| 2003年（平成15年） | 199,735            | 103,785          | [ * 14 ] |
| 2004年（平成16年） | 196,849            | 102,107          | [ * 15 ] |
| 2005年（平成17年） | 195,171            | 101,091          | [ * 16 ] |
| 2006年（平成18年） | 195,903            | 101,369          | [ * 17 ] |
| 2007年（平成19年） | 188,184            | 98,534           | [ * 18 ] |
| 2008年（平成20年） | 184,118            | 96,247           | [ * 19 ] |
| 2009年（平成21年） | 179,766            | 93,902           | [ * 20 ] |
| 2010年（平成22年） | 173,328            | 91,208           | [ * 21 ] |
| 2011年（平成23年） | 170,822            | 90,069           | [ * 22 ] |
| 2012年（平成24年） | 172,907            | 90,999           | [ * 23 ] |
| 2013年（平成25年） | 175,244            | 91,910           | [ * 24 ] |
| 2014年（平成26年） | 172,326            | 90,372           | [ * 25 ] |
| 2015年（平成27年） | 175,357            |                  |          |
| 2016年（平成28年） | 177,111            |                  |          |

## 巴士
南口外靖國通的「歌舞伎町」站。由都營巴士經營。
- 東行
  - 宿74線　至 東京女子醫大 （經 東新宿站、國立國際醫療中心前）
  - 宿75線　至 東京女子醫大、三宅坂 （經 東新宿站、抜辯天）
  - 白61線　至 練馬車庫 （經 曙橋、牛込柳町站、江戶川橋、目白站、落合南長崎站）
  - 早77線　至 早稻田 （經 東新宿站、高田馬場二丁目）
  - 品97線　至 品川站 （經 四谷三丁目、信濃町站、青山一丁目站）
- 西行
  - 宿74、宿75、白61、早77、品97線　至 新宿站西口

## 历史
- 1952年3月25日開業。
- 1977年3月3日 現在的站舍建成。地上25層、地下4層。

車站週邊是被稱作角筈的地域。車站位置有東京都營巴士公司的的新宿車庫。
戰後，西武新宿線(當時人稱「西武線」/「西武村山線」)由高田馬場站延伸到新宿站附近，原意為連接國鐵新宿站，而西武新宿站只為臨時使用。不過延伸計劃由於新宿站空間不足而告吹，西武新宿站成了西武新宿線的盡頭。
西武新宿站(角筈)至新宿站間本來設有該公司於1951年所設置的路軌（西武軌道線。新宿～荻窪間、都電杉並線 （页面存档备份，存于）），就一直放置在那裡而沒被使用。

## 相鄰車站
西武鐵道
 新宿線
- ■特急「小江戶」 始發、終到站

■通勤急行（只限到站列車）、■急行、■準急、■各站停車
西武新宿（SS01）－高田馬場（SS02）

## 外部連結
- 西武新宿 - 西武鐵道
- 新宿王子酒店 （页面存档备份，存于）（日語）